# Hiroshi Satō (músico)
Hiroshi Satō (佐藤 博 Satō Hiroshi?, nacido el 3 de junio de 1947 - fallecido el 27 de octubre de 2012) fue un cantante, teclista y compositor japonés. Nacido en el pueblo de Chiran, prefectura de Kagoshima, y criado en Kioto, fue una figura influyente en la escena del jazz fusión y soft rock japonés (conocido luego como city pop) durante los años 70 y 80.

## Antecedentes y carrera
Se mudó a Kioto en 1949, a la edad de dos años. Durante sus estudios primarios, aprendió a tocar el bajo y la batería, a la vez que grababa su trabajo y progreso en una grabadora magnética que había adquirido. Comenzó también a tocar el piano a los 20 años. Más tarde en su carrera, Sato afirmó que «Cuando tenía 20, practicaba tanto que si no hubiese llegado a convertirme en profesional, habría renunciado a todo»
Hacia 1970 comenzó su carrera como pianista en Osaka, participando en una banda de Jazz. Eventualmente, esto lo llevó a colaborar con otros músicos de Blues, como Masaki Ueda y la West Road Blues Band, así como también otros músicos de Folk entre los cuales se encuentran Kyozo Nishioka (como parte central de The Dylan), Masaji Otsuka y Ryo Kagawa.
En 1976, en conjunto con Haruomi Hosono, sus amigos de Tin Pan Alley, y con la banda Huckleback de Shigeru Suzuki, Sato lanzó su primer álbum en solitario «SUPER MARKET» producido por la casa discográfica Nippon Columbia.
Sacó un total de 14 álbumes, siendo el último de ellos «Oracle» , producido por Eastworld Records en 1996. Luego de eso, decidió darle una pausa a su carrera.

## Fallecimiento
Hiroshi Sato falleció el 24 de octubre de 2012 en Tsuzuki, un distrito perteneciente a la ciudad de Yokohama, en la prefectura de Kanagawa. La causa del deceso fue un aneurisma en la aorta, según lo confirmó Chirudo, su única hija.

## Discografía

### Álbumes
| Álbum            | Medio                       | Número de lanzamiento | Fecha de lanzamiento    | Casa discográfica                       |  |
| ---------------- | --------------------------- | --------------------- | ----------------------- | --------------------------------------- |  |
| SUPER MARKET     | LP                          | LQ-7008-C             | May 25, 1976            | Wave Concept (Nippon Columbia)          |  |
| SUPER MARKET     | CD                          | COCA-11141            | November 21, 1993       | Nippon Columbia                         |  |
| SUPER MARKET     | CD                          | COR-11141             | November 21, 1993       | Nippon Columbia                         |  |
| SUPER MARKET     | CD (on demand)              | CORR-10298            | June 22, 2009           | Nippon Columbia                         |  |
| SUPER MARKET     | CD                          | TWCP-25               | November 21, 2012       | Tower to the People (Tower Records)     |  |
| Time             | LP                          | LX-7009               | January 25, 1977        | Wave Concept                            |  |
| Time             | CD                          | ARCD-1002             | March 10, 2003          | Ardun Records                           |  |
| Time             | CD (on demand)              | CORR-10529            | December 21, 2009       | Nippon Columbia                         |  |
| Time             | CD                          | TWCP-26               | November 21, 2012       | Tower to the People                     |  |
| Time             | LP                          | HMJA-101              | April 18, 2015          | HMV Record Shop (HMV)                   |  |
| Time             | LP                          |                       | November 3, 2019        | Sony Music Entertainment Japan          |  |
| ORIENT           | LP                          | MKF-1047              | June 1, 1979            | Kitty Records                           |  |
| ORIENT           | CD                          | PROT-1056             | March 13, 2013          | Universal Music Group                   |  |
| ORIENT           | CD                          | MKF-1047              | December 24, 2014       | Kitty Records                           |  |
| ORIENT           | LP                          | PROT-7002             | April 18, 2015          | HMV Record Shop                         |  |
| ORIENT           | LP                          | WWSLP-12              | February 16, 2018       | WEWANTSOUNDS                            |  |
| Awakening        | LP                          | ALR-28036             | June 25, 1982           | Alfa Records                            |  |
| Awakening        | CD                          | 32XA-91               | August 25, 1986         | Alfa Records                            |  |
| Awakening        | CD                          | ALCA-9144             | May 10, 1995            | Alfa Records                            |  |
| Awakening        | CD                          | MHCL-648              | September 21, 2005      | GT Music (Sony Music Direct Japan Inc.) |  |
| Awakening        | CD                          | MHCL-30275            | December 10, 2014       | Sony Music Entertainment Japan          |  |
| Awakening        | LP                          | MHJ7-3                | 24 de agosto de 2016    | Sony Music Entertainment Japan          |  |
| Awakening        | LP                          | MHJL-106              | 3 de noviembre de 2019  | Sony Music Entertainment Japan          |  |
| SAILING BLASTER  | LP                          | ALR-28059             | 25 de junio de 1984     | Alfa Records                            |  |
| SAILING BLASTER  | CD                          | 32XA-92               | 1986                    | Alfa Records                            |  |
| SAILING BLASTER  | CD                          | ALCA-9145             | May 10, 1995            | Alfa Records                            |  |
| SAILING BLASTER  | Blu-spec CD2 (paper jacket) | BRIDGE-239            | June 3, 2015            | Bridge Records                          |  |
| SOUND OF SCIENCE | LP                          | ALR-28081             | 25 de julio de 1986     | Alfa Records                            |  |
| SOUND OF SCIENCE | CD                          | 32XA-70               | August 25, 1986         | Alfa Records                            |  |
| SOUND OF SCIENCE | CD                          | ALCA-9146             | May 10, 1995            | Alfa Records                            |  |
| SOUND OF SCIENCE | Blu-spec CD2 (paper jacket) | BRIDGE-240            | June 3, 2015            | Bridge Records                          |  |
| FUTURE FILE      | LP                          | ALR-28095             | 25 de mayo de 1987      | Alfa Records                            |  |
| FUTURE FILE      | CD                          | 32XA-158              | 25 de mayo de 1987      | Alfa Records                            |  |
| FUTURE FILE      | CD                          | ALCA-9147             | 10 de mayo de 1995      | Alfa Records                            |  |
| FUTURE FILE      | Blu-spec CD2                | MHCL-30310            | 3 de junio de 2015      | GT Music                                |  |
| AQUA             | LP                          | ALR-28110             | June 25, 1988           | Alfa Records                            |  |
| AQUA             | CD                          | 32XA-210              | 25 de junio de 1988     | Alfa Records                            |  |
| AQUA             | CD                          | ALCA-9148             | 10 de mayo de 1995      | Alfa Records                            |  |
| AQUA             | Blu-spec CD2                | MHCL-30311            | 3 de junio de 2015      | GT Music                                |  |
| TOUCH THE HEART  | CD                          | 29A2-18               | 25 de junio de 1989     | Alfa Records                            |  |
| TOUCH THE HEART  | CD                          | ALCA-9149             | 10 de mayo de 1995      | Alfa Records                            |  |
| TOUCH THE HEART  | Blu-spec CD2                | MHCL-30312            | 3 de junio de 2015      | GT Music                                |  |
| Good Morning     | CD                          | ALCA-56               | 25 de julio de 1990     | Alfa Records                            |  |
| Good Morning     | CD                          | ALCA-9150             | 10 de mayo de 1995      | Alfa Records                            |  |
| Good Morning     | CD                          | DQCL-684              | 24 de noviembre de 2017 | Sony Music Entertainment Japan          |  |
| Self Jam         | CD                          | ALCA-159              | 21 de julio de 1991     | Alfa Records                            |  |
| Self Jam         | CD                          | ALCA-9151             | 10 de mayo de 1995      | Alfa Records                            |  |
| Self Jam         | Blu-spec CD2                | DQCL-685              | 24 de noviembre de 2017 | Sony Music DIrect Japan, Inc.           |  |
| HAPPY & LUCKY    | CD                          | ALCA-494              | 21 de junio de 1993     | Alfa Records                            |  |
| HAPPY & LUCKY    | CD                          | ALCA-9152             | 10 de mayo de 1995      | Alfa Records                            |  |
| HAPPY & LUCKY    | Blu-spec CD2                | DQCL-686              | 24 de noviembre de 2017 | Sony Music DIrect Japan, Inc.           |  |
| ALL OF ME        | CD                          | TOCT-8882             | 10 de mayo de 1995      | Alfa Records                            |  |
| ALL OF ME        | CD                          | QIAG-70057            | 8 de septiembre de 2012 | Tower to the People>                    |  |
| Oracle           | CD                          | TOCT-9706             | 7 de noviembre de 1996  | Universal Music Group                   |  |
| Oracle           | CD                          | QIAG-70058            | 8 de septiembre de 2012 | Tower to the People                     |  |
| THAT'S ALL RIGHT | CD                          | SMD-0001              | 24 de junio de 2003     | Sara Music                              |  |
| AMAZING Vol. II  | CD                          | ECCA-1003             | 5 de abril de 2006      |                                         |  |